# Newtonville (Ontario)
Pour les articles homonymes, voir Newtonville.
Newtownville est une communauté urbaine intégrée à la ville de Clarington, Ontario, Canada.
La cité se situe à environ 30 km à l'est d'Oshawa et environ 10 km à l'ouest de Port Hope.

## Démographie
| 2011 | 2016 |
| ---- | ---- |
| 549  | 576  |